# Escut de Santa Coloma de Cervelló
L'escut oficial de Santa Coloma de Cervelló té el blasonament següent: 
Escut caironat: d'or, una coloma d'atzur. Per timbre, una corona mural de poble.

## Història
Va ser aprovat l'11 d'abril de 1989 i publicat al DOGC el 28 del mateix mes amb el número 1137.
El colom és un senyal parlant i és l'atribut de santa Coloma, la patrona del poble. Els esmalts, or i atzur, provenen de les armes dels barons de Cervelló, senyors de la localitat.